# 贾法尔·希达亚图拉
贾法尔·希达亚图拉（2001年1月9日—），印尼男子羽毛球運動員，隸屬拉贾瓦利俱樂部成員 。其为费比·塞蒂安格鲁姆之兄。

## 選手生涯

### 2022年
2022年10月，贾法尔·希达亚图拉与A·S·P·普拉纳塔在超級100級別的本國印尼瑪琅羽毛球大師賽混雙準決賽以1比2（21-23、21-13、14-21）不敵中國組合程星／陈芳卉。

### 2023年
2023年1月，贾法尔·希达亚图拉与A·S·P·普拉纳塔在超級500級別的本國印尼羽毛球大師賽混雙八强以0比2（13-21、13-21）不敵中國組合馮彥哲／黄东萍。同年3月，他与A·S·P·普拉纳塔在國際挑戰賽級別的越南越南羽毛球國際挑戰賽混雙决赛以2比1（19-21、21-14、22-20）逆转了泰国强档塔努帕·威里扬恭／奥恩尼卡·琼萨波恩帕恩，夺得职业生涯首座國際赛事冠军。同年中5月，他与A·S·P·普拉纳塔在國際系列賽級別的瑞典瑞典羽球公開賽混雙决赛以2比1（21-19、19-21、21-13）擊敗丹麦组合塞巴斯蒂安·布特鲁普／麥爾·蘇羅，第二次夺得职业生涯國際赛事冠军 。同年底5月，他与A·S·P·普拉纳塔在超級500級別的泰国泰國羽毛球大師賽混雙首圈资格赛以1比2（21-19、16-21、18-21）不敵中华台北强档邱相榤／林筱閔，未能闯入正赛。同年6月，他与A·S·P·普拉纳塔在超級500級別的中华台北台北羽球公開賽混雙八强以1比2（12-21、21-19、17-21）不敵中华台北强档邱相榤／林筱閔，第二次败下阵来。同年9月，他与A·S·P·普拉纳塔在[世界羽聯世界巡迴賽|超級，100級別]]的本国印尼棉蘭羽毛球大師賽混雙首圈以1比2（21-13、11-21、18-21）不敵泰国组合帕查拉泊·尼波恩拉姆／納塔夢·莱素安。

## 主要比賽成績
只列出曾進入準決賽的國際賽事成績：
| 年份   | 賽事                     | 公開賽級別 | 項目     | 拍檔                            | 成績   |
| ------ | ------------------------ | ---------- | -------- | ------------------------------- | ------ |
| 2023年 | 越南羽毛球國際挑戰賽     | 國際挑戰賽 | 混合雙打 | Aisyah Salsabila Putri Pranata  | 冠軍   |
| 2023年 | 瑞典羽球公開賽           | 國際系列賽 | 混合雙打 | Aisyah Salsabila Putri Pranata  | 冠軍   |
| 2023年 | 印尼泗水羽毛球大師賽     | 超級100賽  | 混合雙打 | Aisyah Salsabila Putri Pranata  | 冠軍   |
| 2024年 | 印尼羽毛球國際挑戰賽     | 國際挑戰賽 | 混合雙打 | 费利沙·艾伯塔·纳撒尼尔·帕萨里布 | 冠軍   |
| 2024年 | 印尼北干巴魯羽毛球大師賽 | 超級100賽  | 混合雙打 | 费利沙·艾伯塔·纳撒尼尔·帕萨里布 | 冠軍   |
| 2024年 | 印尼泗水羽球國際挑戰賽   | 國際挑戰賽 | 混合雙打 | 费利沙·艾伯塔·纳撒尼尔·帕萨里布 | 冠軍   |
| 2025年 | 泰國羽毛球大師賽         | 超級300賽  | 混合雙打 | 費利沙·艾伯塔·納撒尼爾·帕薩里布 | 準決賽 |
| 2025年 | 亞洲羽毛球錦標賽         | 其他       | 混合雙打 | 費利沙·艾伯塔·納撒尼爾·帕薩里布 | 季軍   |
| 2025年 | 台北羽毛球公開賽         | 超級300賽  | 混合雙打 | 費利沙·艾伯塔·納撒尼爾·帕薩里布 | 冠軍   |
| 2025年 | 中國羽毛球公開賽         | 超級1000賽 | 混合雙打 | 費利沙·艾伯塔·納撒尼爾·帕薩里布 | 準決賽 |

| 2018-2026年 | 總決賽 | 超級1000賽 | 超級750賽 | 超級500賽 | 超級300賽 | 超級100賽 | 國際挑戰賽 | 國際系列賽 | 未來系列賽 | 其他 |